# Селевк (сын Антиоха I)
Селевк (др.-греч. Σέλευκος; 292/287 — 266 годы до н. э.) — старший сын и наследник царя государства Селевкидов Антиоха I Сотера, соправитель отца с 280 года до н. э. По распространённой версии, казнён отцом за участие в заговоре с целью захвата власти.

## Детство и соправительство
Селевк родился старшим сыном в семье селевкидского царевича Антиоха (будущего царя Антиоха I Сотера) и его жены Стратоники Сирийской, дочери македонского царя Деметрия Полиоркета. Поскольку точная дата рождения Селевка в источниках не упоминается, её можно определить лишь приблизительно, исходя из сопоставления даты заключения брака его родителями и даты рождения его младшего брата Антиоха. Заключение брака между Антиохом и Стратоникой исследователи обычно датируют 294/293 годами до н. э., согласно же Хронике Евсевия, их младший сын Антиох родился около 286 года до н. э., поскольку умер он в 246 году до н. э. в возрасте сорока лет. Исходя из приведённых дат, можно заключить, что Селевк родился где-то между 292 и 287 годами до н. э., хотя Ф. Штелин, ничем не обосновывая своё мнение, писал, что Селевк родился не ранее 293 года до н. э. Так или иначе, умер он, не дожив до тридцати лет. О детстве Селевка никаких данных не сохранилось, однако можно предположить, что провёл он его на Востоке Селевкидской империи вместе с отцом, бывшим соправителем Селевка I Никатора с 294 года до н. э.
После воцарения Антиоха I Сотера, наследовавшего селевкидский престол после смерти его отца Селевка I Никатора, царевич Селевк стал его соправителем. Табличка из Урука OECT 9.7, являющаяся самым ранним свидетельством о соправительстве Селевка, датируется 24 кислиму 32 года Селевкидской эры, что соответствует 4 января 279 года до н. э., из чего можно заключить, что провозглашение Селевка соправителем отца состоялось ещё в 280 году до н. э., хотя некоторые исследователи (например, Э. Бикерман) отсчитывают начало соправительства Селевка именно с 279 года до н. э. Исходя из приведённых выше расчётов, Селевку в этот момент должно было быть от 7 до 12 лет. Назначая сына соправителем, Антиох I, очевидно, воспроизводил модель управления государством, использовавшуюся его отцом, стремясь обеспечить мирный порядок передачи власти после себя и избежать возможных династических смут. Так же как Антиох в своё время, Селевк получил в управление Верхние сатрапии, располагавшиеся в восточной части империи (хотя факт передачи ему в управление именно «Верхних сатрапий» в источниках чётко не зафиксирован, он почти безоговорочно принят в историографии). По причине юного возраста Селевка передача ему в управление части империи, вероятно, первоначально носила лишь формальный характер и царевич мог какое-то время ещё находиться при отце.
Сохранилось довольно много малоазийских надписей и вавилонских клинописных текстов, упоминающих царя Селевка совместно с его отцом Антиохом I (в одной из надписей из Борсиппы, датированной 268 годом до н. э., Селевк упоминается не только вместе с отцом, но и с матерью Стратоникой), однако каких-либо сведений о деятельности Селевка в качестве соправителя эти источники не содержат. Чаще всего упоминание Селевка является всего лишь частью датировочной формулы «При царях Антиохе и Селевке». О каких-либо деталях, касающихся участия Селевка в тех или иных событиях, о которых повествуют датированные таким образом источники, содержащиеся в них тексты не повествуют. Сведений о женитьбе Селевка не сохранилось.

## Последние годы и смерть
До недавнего времени последним упоминанием о Селевке считались сведения из источника, датированного мартом—апрелем 267 года до н. э. (хотя Э. Бикерман и полагал, что его соправительство окончилось в 268 году до н. э.), после чего упоминания о Селевке навсегда прекращаются, а в качестве соправителя Антиоха I источники называют его младшего сына Антиоха, будущего царя Антиоха II Теоса. Хронологическая картина существенно прояснилась с опубликованием в 1993 году глиняной таблички AION Suppl. 77.15, незадолго до этого обнаруженной в Вавилоне. Текст таблички содержит формулу «Антиох и Селевк и Антиох, наследники его, цари», что позволило сделать вывод об уникальном в селевкидской истории «двойном соправительстве» обоих сыновей Антиоха I. Табличка датируется примерно 4 абу 46 года Селевкидской эры, что соответствует 15 августа 266 года до н. э. или немного раньше. Следующая по времени из дошедших до нас табличек (CT 49.115), датируется 13 ташриту 46 года Селевкидской эры, что соответствует 21 октября 266 года до н. э., и содержит формулу, в которой в качестве царей упоминаются уже только Антиох I и его младший сын Антиох. Из сопоставления указанных дат можно сделать вывод, что Селевк перестал быть соправителем Антиоха I и, судя по всему, умер или был убит приблизительно между 15 августа и 21 октября 266 года до н. э., а место наследника престола занял его младший брат Антиох, незадолго до этого также назначенный соправителем их отца.
Дошедшие до нас клинописные тексты и малоазийские надписи ничего не говорят об этой перемене в царской семье Селевкидов, однако у более поздних авторов всё же содержатся кое-какие сведения о конце жизненного пути царевича Селевка. Авторов этих трое: составитель «Прологов» к «Филипповой истории» (из 44 книг) Помпей Трога, Иоанн Малала и Иоанн Антиохийский. Первый автор в прологе к книге XXVI сообщал, что в Сирии царь Антиох Сотер убил своего сына, а другого, Антиоха, провозгласил царём, после чего умер. Второй автор, Иоанн Малала, писал буквально следующее: «Антиох имел двух сыновей — Селевка, который умер в юном возрасте, и Антиоха…». Иоанн Антиохийский, воспроизводя версию первого автора, указывал, что «Селевк был убит по подозрению в злоумышлениях против отца». Из совокупности этих сообщений многие современные авторы сделали однозначный вывод, что Селевк был казнён за организацию заговора или мятежа против отца. К примеру, М. М. Дьяконов указывал, что Селевк был казнён Антиохом I за участие в заговоре против него, а Э. Бикерман, ссылаясь на нумизматические данные Ф. Штелина, писал о том, что Селевк начал чеканить в Верхней Азии серебряные монеты с изображением головы Зевса и своим именем. Для Антиоха это якобы стало явным доказательством того, что Селевк составил против него заговор, претендуя на верховную царскую власть, поэтому он приказал казнить Селевка.
В науке, однако, существует другая точка зрения (в частности, А. Маколи, Е. М. Берзон), согласно которой устранение Селевка могло быть результатом неких дворцовых интриг, целью которых было убедить Антиоха I лишить Селевка права наследования престола в пользу его младшего брата Антиоха. Благодаря этим интригам царь в 266 году до н. э. назначил младшего сына своим вторым соправителем, якобы готовя его на смену Селевку, а также незадолго до этого женил Антиоха на Лаодике. Эти поэтапные действия Антиоха I должны были подчеркнуть преимущественное положение младшего из братьев, а «двойное соправительство» было введено царём как временная переходная мера. Исходя из этой теории, смерть Селевка предстаёт перед нами не как кара за злокозненный заговор против отца, а как результат планомерных действий некой придворной группировки, склонившей Антиоха I к отстранению старшего сына от права престолонаследия и, возможно, к его физическому устранению. Очень косвенно это подтверждается последними исследованиями приписываемых Селевку монет, на которые ссылался Э. Бикерман: многие авторы (например, С. В. Смирнов) склоняются к мнению, что эти монеты относятся ко времени соправительства Селевка I и его сына Антиоха. Сама конструкция легенды этих монет «ΒΑΣΙΛΕΩΝ ΣΕΛΕΥΚΟΥ ΚΑΙ ΑΝΤΙΟΧΟΥ» («ЦАРЕЙ СЕЛЕВКА И АНТИОХА») опровергает предположение, что они могли быть выпущены мятежным сыном Антиоха I, так как в этом случае упоминание на монете Антиоха в качестве царя-соправителя не поддаётся логическому объяснению.